# Galba (avô do imperador Galba)
Sulpício Galba foi um pretor e historiador romano.
Ele foi o avô paterno do futuro imperador Galba. Ele foi mais famoso por sua vida acadêmica, pois publicou uma obra volumosa de história, do que por sua vida militar, não passando de pretor. Ele era filho de Sérvio Sulpício Galba, que foi um tenente de César na Gália, foi preterido por César para ser cônsul, e se uniu à conspiração de Bruto e Cássio, sendo executado pela Lei Pédia.
Segundo Suetônio, Galba era um político modesto mas predisse a ascensão do neto ao poder. Seu filho, o pai do futuro imperador Galba, foi o cônsul Galba, homem de desagradável físico, medíocre oratória e astúcia legislativa.